# Положение о морском цензе для офицеров флота
«Положение о морском цензе для офицеров флота»  — законодательный акт Российской империи, регламентирующий условия службы офицеров русского императорского военно-морского флота. Высочайше утвержден 25 февраля 1885 года Императором Александром III. Введен в действие Приказом по морскому ведомству №25 от 9 марта 1885 года.
«Положение о морском цензе для офицеров флота» состоит из 8 разделов и  57 статей.
В состав «Положения» входят следующие разделы:
1. Разделение флотских офицеров.
2. Морской ценз и его значение
3. Морской ценз для производства в чины
4. Производство в следующие чины
5. Предельный возраст
6. Чины, состоящие по флоту
7. Запас флота
8. Пенсии и вознаграждения за морские кампании.

В результате введения «Положения» кардинально изменилась система службы в русском военно-морском флоте. Система прохождения службы во флоте, сложившиеся к началу 80-х годов XIX века, предусматривала производство в следующий чин по линии или за отличие. В каждом чине необходимо было пробыть определенное количество лет, а производство в следующий чин происходило в порядке очереди. Наличие должности и выполнение должностных обязанностей не влияло на ход чинопроизводства.
В списках личного состава флота оказывались офицеры, которые во флоте не служили. Находясь на службе в других ведомствах или плавая на коммерческих судах, они продолжали получать чины как военные моряки. Так, в 1880 г. из 146 штатных адмиралов во флоте служили только 47, в 1884 году из 140 адмиралов лишь 34 командовали боевыми кораблями.  В списках личного состава были офицеры, не выходившие в море в течение 20 лет или командующие в штаб-офицерских чинах самыми незначительными судами.
Для того, чтобы изменить ситуацию, по инициативе управляющего Морским ведомством И. А. Шестакова при Морском министерстве была создана комиссия под председательством вице-адмирала П. А. Перелешина, целью которой была разработка проекта новой организации личного состава флота.  Результатом деятельности комиссии стало «Положение о морском цензе».  В основу новой системы прохождения службы были положены принципы штатной дисциплины, строгого отделения строевой корабельной службы от береговой и инженерно-технической. Производство флотского офицера или инженер-механика в следующий чин стало возможным только при наличии выполненного морского ценза – определенного количества дней плавания. Производство осуществлялось только при назначении на соответствующую чину вакансию (должность).
Переход к новой системе прохождения службы ознаменовал целый период в истории российского флота – «эпоху морского ценза».  Новая система, вскоре после её введения, свелась к поочередному «отбыванию» офицерами морского ценза, после чего многие из них просто ожидали вакансий для производства в следующий чин.  В результате, на ответственные командные должности зачастую назначались недостаточно подготовленные, но «отбывшие ценз» офицеры. Командиры кораблей, отрядов и начальники эскадр регулярно сменялись, освобождая дорогу другим для отбывания морского ценза.  Лишь после разгрома русского флота в русско-японской войне, под влиянием всесторонней критики Морского министерства и благодаря многочисленным проектам по возрождению флота, появившимся на страницах периодических изданий, в 1905 г. было принято решение о безотлагательном пересмотре «Положения о морском цензе». В 1907 г. вступило в силу «Положение о прохождении службы офицерами флота». Морской ценз был отменен.